# خوسيه كانديدو دي كامبوس
خوسيه كانديدو دي كامبوس هو لاعب كرة قدم برازيلي، ولد في 22 نوفمبر 1941 في ساو باولو في البرازيل.

## وصلات خارجية
- خوسيه كانديدو دي كامبوس على موقع أوليمبيديا (الإنجليزية)